# Mirosternus parvulus
Mirosternus parvulus là một loài bọ cánh cứng thuộc họ Ptinidae.